# Krajno-Zagórze
Krajno-Zagórze is een plaats in het Poolse district  Kielecki, woiwodschap Święty Krzyż. De plaats maakt deel uit van de gemeente Górno en telt 430 inwoners.